# SharePoint
SharePoint е уеббазирана платформа за сътрудничество, която се интегрира с Microsoft Office. Стартиран през 2001 г., SharePoint се продава предимно като система за управление и съхранение на документи, но продуктът е силно конфигурируем и използването му варира значително между организациите .

## Версии
Има различни версии на SharePoint, които имат различни функции.

## SharePoint стандарти
Microsoft SharePoint Standard се основава на стандартите в няколко ключови продуктови области:
Сайтове: насочване към аудитория, инструменти за управление, функционалност за уеб анализ. 
Общности: „MySites“ (лични профили, включително управление на уменията и инструменти за търсене), корпоративни уикита, браузър за йерархия на организацията, тагове и бележки. 
Съдържание: Подобрени инструменти и съответствие за управление на документи и записи, управлявани (managed) метаданни, услуги за автоматизация на думи, управление на типа съдържание. 
Търсене: По-добри резултати от търсенето, възможности за персонализиране на търсенето, мобилно търсене, Интеграция с търсене на ОС, фасетно търсене и опции за прецизиране на метаданни / релевантност. 
Композити: Предварително изградени шаблони за работни програми, страници с профили на услуги за бизнес нетуъркинг и свързване (BCS).  
SharePoint Standard може също да бъде лицензиран чрез облачен модел.